# Höhenburg
Höhenburg är en bergstopp i Österrike.   Den ligger i distriktet Zell am See och förbundslandet Salzburg, i den centrala delen av landet, 300 km väster om huvudstaden Wien. Toppen på Höhenburg är 1 995 meter över havet.
Terrängen runt Höhenburg är mycket bergig. Närmaste större samhälle är Bruck an der Großglocknerstraße, 15,4 km nordost om Höhenburg. 
Trakten runt Höhenburg består i huvudsak av gräsmarker. Runt Höhenburg är det ganska glesbefolkat, med 34 invånare per kvadratkilometer.